# Неджмедин Займи
Неджмедин Займи (на албански: Nexhmedin Zajmi) е албански художник и скулптор.

## Биография
Роден е в 1916 година в голобърденското торбешко село Требища, Албания. Отгледан от баба си и брятата си, получава основно образование в родното си село, след това продължава обучението си в училището на село Омежа и през 1931 година постъпва в селскостопанския отдел на техникума на Тирана. В края на третата година в училище Займи прави скулптурен портрет на свой съученик и това го кара да постъпи в артистичния отдел на училището, където учат Андреа Мано, Ибрахим Кодра, Гако Колумби, Камил Грезда, Кел Кодели, Сабри Тучи. В 1938 година се записва в Рисувалното училище в Тирана. Образованието си завършва в Художествената академия в Рим.
След завръщането си в Албания през 1944 година, в 1945 година е назначен за преподавател в Държавната гимназия в Тирана, а на следващата година в Художествения лицей „Йордан Мися“. В 1955 година работи като директор на Националната художествена галерия в Тирана, след което се връща в Художествения лицей като преподавател и работи там до 1963 година, когато е назначен за преподавател по живопис в Академията за изящни изкуства в Тирана, където работи до 1969 година.
Займи участва в 27 национални изложби в Албания след 1945 година, както и в много международни изложби и конкурси. Носител е на награди от различни национални конкурси, организирани от Министерството на културата и е лауреат на няколко републикански награди. През 1961 година получава званието „народен художник“.
Умира в Тирана на 19 май 1991 година.